# 圣克鲁斯德蒙凯奥
圣克鲁斯德蒙凯奥，是西班牙阿拉贡自治区萨拉戈萨省的一个市镇。 总面积4平方公里，总人口120人（2001年），人口密度30人/平方公里。